# Segun Arinze
Segun Padonou Arina, más conocido como Segun Arinze es un actor y cantante nigeriano.

## Biografía
Segun nació en Onitsha, Estado de Anambra de padre yoruba, Bamidele Padonu, y madre igbo, Lydia Padonu. Estudió Artes Dramáticas en la Universidad Obafemi Awolowo. Es conocido popularmente como Black Arrow, por el personaje que interpretó en la película clásica de 1996 "Silent Killer", del difunto cineasta Chico Ejiro.
Estuvo casado con la también actriz de Nollywood Anne Njemanze. Tuvieron una hija, Renny Morenike, que nació el 10 de mayo.

## Carrera
Segun debutó como cantante con el álbum Dream, que no fue particularmente un éxito comercial y posteriormente inició su carrera como actor.

## Filmografía seleccionada
- Women in Love
- Anini
- Darkest Night
- Extra Time
- Fragile Pain
- Across the Niger
- Church Business
- To Love a Thief
- Silent Night
- Chronicles (junto a Onyeka Onwenu y Victor Osuagwu)
- 30 Days
- Family on Fire (2011)
- A Place in the Stars (2014)
- Invasion 1897 (2014)[17][18]
- An eye for an eye
- Tatu (2017)
- What Just Happened (2018)
- Deepest Cut (2018) - junto con Majid Michel y Zach Orji
- The Island (2018)[19]
- Gold Statue (2019)
- Òlòtūré (2019)
- Who's the Boss (2020)